# Герштейн, Григорий Моисеевич
Григо́рий Моисе́евич Герште́йн (1870—1943) — русский и советский медик, хирург.

## Биография
Родился в Васильковском уезде Киевской губернии. В 1895 году окончил медицинский факультет Киевского университета; с 1902 года был заведующим хирургическим отделением Двинской земской больницы.
Участвовал в Русско-японской войне: с ноября 1904 года по 1 февраля 1906 года находился в Маньчжурии, затем вернулся в Двинск.
Внедрил в практику земской больницы спинномозговую анестезию.
В 1919—1923 гг. — главный врач Шереметевской больницы Москвы; с 1923 года по июль 1924 года — директор Института скорой помощи им. Н. В. Склифосовского.
В 1924—1928 гг. — главный врач больницы им. Н. А. Семашко. С 1928 года работал в Лечсануправлении Кремля, был профессором-консультантом Кремлёвской больницы.
Участник съездов российских хирургов (в 1907, 1916, 1924 гг.).
Похоронен на Ваганьковском кладбище.

### Семья
- Дочь — литературовед Эмма Григорьевна Герштейн.
- Брат — переводчик Фёдор (Фроим) Моисеевич Герштейн
- Племянник[2]:242 — эсер Лев Яковлевич Герштейн.